# Larry (Kater)

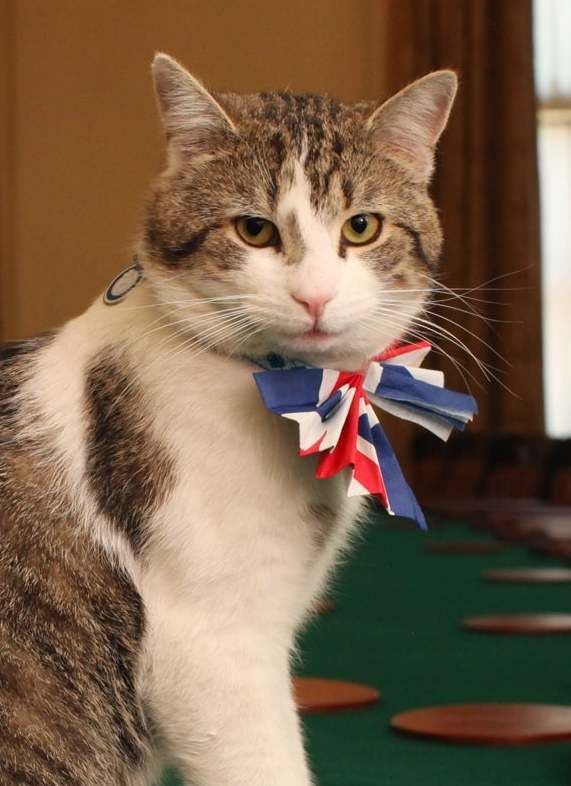
Larry (2016)

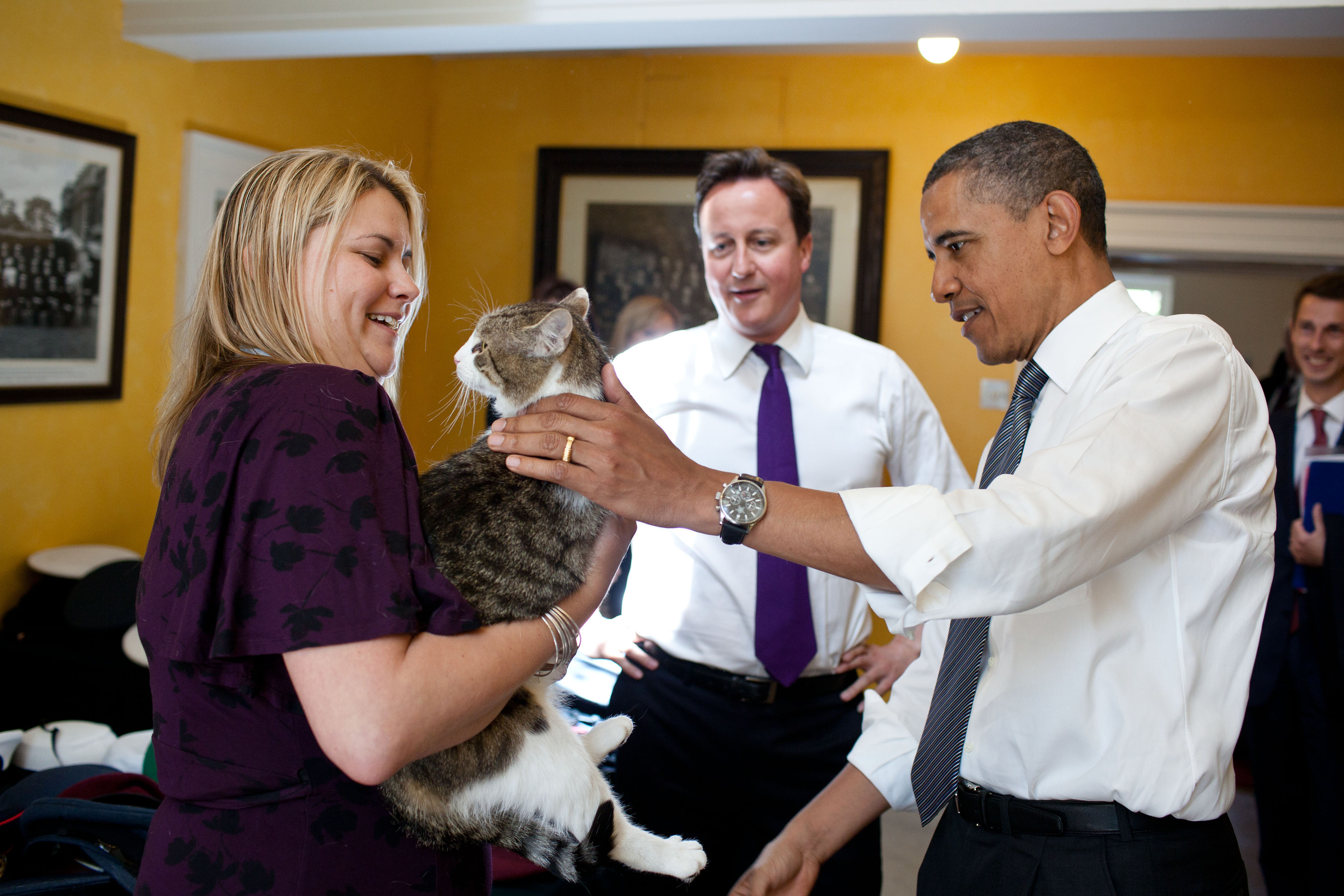
Larry mit David Cameron und Barack Obama (2011)

The Right Honourable Larry (* um Januar 2007) ist ein Kater, der seit 2011 in Downing Street No. 10, der Amtswohnung des britischen Premierministers, als Mäusefänger seinen Dienst verrichtet. Er trägt als Erster den Titel Chief Mouser to the Cabinet Office.

## Über den Kater
Larrys Herkunft ist nicht dokumentiert. 2011 nahm die Tierschutzorganisation Battersea Dogs and Cats Home den verwilderten Kater auf. Seitdem dient er als Mäusejäger des Kabinetts und lebt in der Downing Street. Seine Vorgängerin war Sybil.
In der Dienstzeit des Premierministers David Cameron wurde der Kater dem amerikanischen Präsidenten Barack Obama vorgestellt. Im September 2012 erhielt Larry den offiziellen Titel Chief Mouser to the Cabinet Office. Larry wird von vier untergebenen „Mousers“ unterstützt.
Im Volk wurde Larry sehr schnell beliebt, bekam eine eigene inoffizielle Website, einen Satire Twitter-Account, und 2011 erschien das Buch The Larry Diaries: Downing Street – The First 100 Days as Chief Rat Catcher. Der Telegraph produzierte auch eine Bilderreihe anlässlich Larrys zweijährigem Amtsjubiläum.
Im Oktober 2012 wurde am Battersea Dogs and Cats Home in London zur Erinnerung an seinen zu Berühmtheit gelangten früheren Bewohner Larry eine offizielle Blue Plaque angebracht.